# Chionographis
Chionographis es un género de plantas con flores perteneciente a la familia Melanthiaceae. Comprende seis especies. es originario de China y de las regiones templadas de Asia.

## Taxonomía
El género fue descrito por Carl Johann Maximowicz y publicado en Bulletin de l'Academie Imperiale des Sciences de St-Petersbourg 11: 435. 1867[1867]. La especie tipo es: Chionographis japonica (Willd.) Maxim.

## Especies aceptadas
A continuación se brinda un listado de las especies del género Chionographis aceptadas hasta julio de 2015, ordenadas alfabéticamente. Para cada una se indica el nombre binomial seguido del autor, abreviado según las convenciones y usos.	

## Especies
- Chionographis chinensis K.Krause, Notizbl. Bot. Gart. Berlin-Dahlem 10: 807 (1929).
- Chionographis hisauchiana (Okuyama) N.Tanaka, Novon 13: 212 (2003).
- Chionographis japonica (Willd.) Maxim., Bull. Acad. Imp. Sci. Saint-Pétersbourg 11: 436 (1867).
- Chionographis koidzumiana Ohwi, Bot. Mag. (Tokio) 44: 565 (1930).
- Chionographis merrilliana H.Hara, J. Jap. Bot. 43: 264 (1968).
- Chionographis shiwandashanensis Y.Feng Huang & R.H.Jiang